# Show Boat
Show Boat és un musical amb música de Jerome Kern i llibret i lletres d'Oscar Hammerstein II. Està basat en la novel·la homònima d'Edna Ferber, escrita l'any 1926. El musical narra les vides dels intèrprets, tramoistes i mariners del Cotton Blossom, un show boat del riu Mississipi durant 40 anys, des de l'any 1887 al 1927. Tracta diversos temes com la segregació racial i l'amor tràgic. El musical va presentar algunes cançons clàssiques com "Ol' Man River", "Make Believe", i "Can't Help Lovin' Dat Man".

La primera producció del musical fou l'any 1927 per Florenz Ziegfeld. L'estrena de Show Boat a Broadway va ser un fet important a la història del teatre musical estatunidenc. "Va ser un canvi radical en la manera d'explicar els musicals, casant l'espectacularitat amb la serietat", comparat amb la trivialitat i el poc realisme de les operetes, les comèdies musicals lleugeres i les "Follies", l'estil de teatre musical de Revista que va definir Broadway des de la dècada de 1890 fins a inicis del segle xx. Segons el llibre The Complete Book of Light Opera:
Aquí trobem un gènere completament nou – l'obra de teatre musical separada de la comèdia musical. Ara … l'obra era l'important, i tota la resta estava al servei de l'argument. Ara … arriba una completa integració de les cançons, l'humor i la producció en una única i inextricable entitat artística.
La qualitat de Show Boat va ser reconeguda immediatament per crítics, i sovint se'n fan noves produccions. Els premis dedicats als espectacles de Broadway encara no existien durant la seva estrena, l'any 1927 ni tan sols quan es va fer la primera reposició l'any 1932. Les reposicions de finals del segle xx van guanyar premis com el Tony Award for Best Revival of a Musical (1995) i el Laurence Olivier Award for Best Musical Revival (1991).

## Història
Mentre feia recerca per la seva novel·la Show Boat, l'escriptora Edna Ferber passà cinc dies a bord del James Adams Floating Palace Theatre de Bath, a Carolina del Nord, mentre recollia informació sobre un antic showboat desaperagut. En unes quantes setmanes, va obtenir el que va definir com una "troballa preciosa d'informació sobre el show-boat, humà, sensible, sincer". Ferber va investigar aquests showboats estatunidencs durant els mesos previs a la seva estada al Floating Palace Theatre. La novel·la va impressionar a Jerome Kern i, amb intencions d'adaptar-lo com a musical, va demanar al crític Alexander Woollcott si podia conèixer a Ferber l'octubre de 1926. Woollcott els va presentar aquell mateix vespre durant l'entreacte l'últim musical de Kern, Criss Cross
La idea impactà a l'escriptora en un inici, ja que no s'esperava que ningú ho volgués adaptar Show Boat en un espectacle de teatre musical. Després que el compositori li assegurés que no el volia adaptar com el típic espectacle frívol de cabaret de la dècada de 1920, Ferber li va concedira ell i al seu col·laborador Oscar Hammerstein II els drets de crear l'adaptació musical. Després d'escriure la majoria de les cançons del primer acte, Kern i Hammerstein van presentar el seu material al productor Florenz Ziegfeld, pensant que seria la persona adequada per crear la producció que creien necessària per l'obra de Ferber. Ziegfeld va ser impressionat amb l'espectacle i va acceptar a produir-lo, escrivint a l'endemà, "Això és la millor comèdia musical que mai he estat afortunat de rebre; estic emocionat per produir-lo, aquest espectacle és l'oportunitat de la meva vida..."Show Boat, amb el seu caràcter seriós i dramàtic, va ser considerat una elecció inusual per a Ziegfeld, que era més conegut per revues com el Ziegfeld Follies.
Encara que Ziegfield tenia previst estrenar el seu nou teatre a la Sisena Avinguda amb Show Boat, el caràcter èpic de l'obra va requerir un període de gestació massa llarg i una gran quantitat de canvis durant les mostres fora de la ciutat. Impacient amb Kern i Hammerstein i preocupat sobre el to seriós del musical (no li agradaven les cançons Ol' Man River i Mis'ry's Comin' Aroun), Ziegfeld va decidir obrir el seu teatre el febrer de 1927 amb Rio Rita, un musical del col·laborador de Kern Guy Bolton. Quan Rio Rita va demostrar ser un èxit, l'estrena de Show Boat a Broadway va ser aplaçada fins que el musical Rita es va poder passar a un altre teatre.

## Sinopsi
Nota: Tot i que la trama bàsica de Show Boat sempre ha estat la mateixa, ha tingut revisions posteriors i les alteracions van ser fetes pels creadors, i més endavant, per directors i productors. Algunes d'aquestes revisions modificaven la durada i d'altres ho feien per la comoditat, com quan un actor diferent va representar un rol concret i era incapaç de realitzar algun aspecte determinat. Algunes altres han estat fetes per plasmar sensibilitats contemporànies com ara el racisme, el gènere o altres aspectes socials.
Primer acte
L'any 1887, la Show Boat Cotton Blossom arriba al moll del riu Mississipi a Natchez. L'era de Reconstrucció (Estats Units)  havia acabat feia una dècada, i la legislació dominada per la societat blanca havia imposat una forta segregació racial i les Lleis Jim Crow. L'amo de la barca, el capità Andy Hawks, presenta els seus actors al moll davant la multitud. De cop, comença una baralla entre Steve Baker, l'actor, i Pete, un enginyer malcarat que intentava seduir a la dona de Steve, la senyora Julie La Verne. Steve deixa Pete abatut, que reclama venjança, suggerint que coneix un secret fosc sobre Julie. El capità Andy fingeix a la multitud impactada que el combat era una previsualització d'un dels melodrames que es representen al vaixell. La tripulació marxa amb la banda del Showboat i la multitud els segueix.
Un elegant jugador d'atzar, Gaylord Ravenal, apareix damunt el moll i es troba amb la Magnolia ("Nollie") Hawks, la filla del Capità Andy i la seva dona Parthenia Ann (Party Ann), i que només té divuit anys i que vol ser actriu. Magnolia també sent atracció per a Ravenal ("Make Believe"). Li demana consell a en Joe, un obrer negre de la barca que torna de comprar farina per a la seva dona Queenie, la cuinera del vaixell. Ell respon que ha "vist molta gent com Ravenal al llarg del riu." Mentre Magnolia va dins la barca per explicar a la seva amiga Julie sobre l'elegant desconegut, Joe murmura que ella hauria de demanar consell al riu. Ell i els altres obrers del moll plasmen en la saviesa i indiferència en "Ol' Man River", que no sembla preocupar-se pels problemes del món.
Magnolia es troba Julie dins els vaixell i li diu que està enamorada. Julie l'adverteix que aquest desconegut podria ser just un "paio sense valor" i la seva amiga diu que si descobrís que és així, deixaria d'estar enamorada. Julie li avisa que no és tan fàcil deixar d'estimar algú, explicant-li que sempre estimarà Steve i comença a cantar unes quantes frases de "Can't Help Lovin' Dat Man". Queenie la sent de casualitat i es sorprèn de sentir Julie cantar aquesta cançó, ja que només ha sentit a persones afroamericanes cantar-la. Magnolia emfatitza que Julie la canta tota l'estona i, quan Queenie li demana a Julie que canti la cançó sencera, ella ho fa.
Durant l'assaig per a aquell vespre, Julie i Steve descobreixen que el xèrif de ciutat està anant al vaixell per arrestar-los. Steve treu un gran ganivet i fa un tall en el dors de la mà de Julie i, tot seguit, comença a empassar-se la seva sang. Pete arriba amb el xèrif, que insisteix l'espectacle no es pot fer perquè Julie és una mulata que s'ha passat a la societat blanca i la llei local prohibeix matrimonis mixtos. Julie admet que la seva mare era negra, però Steve diu al xèrif que ell també té "sang negra" en ell, així que el seu matrimoni és legal al Mississipi. La multitud li dona suport, encoratjats pel pilot del vaixell Windy McClain, un vell amic del xèrif. La parella ha escapat del càrrec del mestissatge, però igualment han d'abandonar el vaixell; identificats com a negres, ja no poden actuar per l'audiència blanca segregada. El Capità Andy acomiada Pete, però tot i la seva simpatia per a Julie i Steve, no pot violar la llei per ells.
Ravenal torna i demana un bitllet per a la barca. Andy el contracta com a nou actor principal i assigna la seva filla Magnolia com l'altra actriu principal, tot i les objeccions de la seva mare. Quan Magnolia i Ravenal comencen a assajar les seves funcions, es fan el seu primer petó (que enfada a Parthy), Joe repeteix les últimes línies de "Ol' Man River".
Setmanes més tard, Magnolia i Ravenal han estat un èxit amb el públic i s'han enamorat. Mentre els treballadors del port cantussegen "Ol' Man River" de fons, ell li demana matrimoni i accepta. La parella canta joiosament "You Are Love". Fan plans per casar-se l'endemà mentre Parthy, que ho desaprova, és fora de la ciutat. Parthy ha descobert que Ravenal ha matat un home temps enrere i arriba amb el Xèrif per interrompre el casament. El grup descobreix que Ravenal va ser absolt d'assassinat. El Capità Andy acusa Parthy de ser estreta de ment i defensa Ravenal tot anunciant que ell també una vegada va matar un home. Parthy es desmaia, però la cerimònia continua.
Segon acte
Sis anys han passat, i estem a l'any 1893. Ravenal i Magnolia s'ha anat a viure a Chicago, on viuen precàriament gràcies a les apostes de Ravenal. Al principi són rics i gaudeixen la bona vida ("Why Do I Love You?") L'any 1903 tenen una filla, Kim, i després d'anys d'inestabilitat econòmica estan arruïnats i lloguen una habitació a una pensió. Deprimit a causa de la seva incapacitat per ajudar la seva família, Ravenal abandona Magnolia i Kim. Franc i Ellie, dos antics actors del showboat descobreixen que Magnolia està vivint la pensió que volen llogar. Els vells amics li busquen una feina de cantant al Trocadero, el club on estan fent l'espectacle d'Any Nou. Julie està treballant allà i, des que Steve la va deixar, ha començat a beure. A un assaig, prova la nova cançó Bill i ho fa amb una gran emoció ja que ho fa afectada per l'abandonament de Steve. Des del seu camerino, sent Magnolia cantant "Can't Help Lovin' Dat Man" per a la seva audició, la cançó que li havia ensenyat feia anys. En sentir-la, Julie deixa d'amagat la seva feina, de manera que Magnolia pugui aconseguir la feina.
Ravenal visita la seva filla Kim al convent on està sent educada per dir-li un últim adéu abans de marxar per sempre ("Make Believe" (reprise)). Al vespre d'any Nou, Andy i Parthy van a Chicago per fer una visita sorpresa a la seva filla Magnolia. Andy va al Trocadero sense la seva dona, i veu que l'emoció domina Magnolia, que no agrada gens al públic. Andy s'afegeix a la multitud i l'anima a cantar l'estàndard, "After The Ball". Magnolia esdevé una estrella musical.
Passen més de 20 anys i estem a l'any 1927. Un Joe envellit en el Coton Blossom canta un reprise de "Ol' Man River". El Capità Andy es troba amb Ravenal i prepara una trobada amb Magnolia. Andy sap que Magnolia s'està retirant i tornant al Coton Blossom amb Kim, que ha esdevingut una estrella de Broadway. Kim ofereix als seus admiradors una petita mostra de les seves habilitats cantant una versió actualitzada del Xarleston "Why Do I Love You?" Ravenal canta un reprise de "You Are Love" darrere l'escenari. Tot i que està insegur de demanar-li a Magnolia de tornar junts, ho fa després de veure que Magnolia el rep amb alegria, ja que mai ha deixat d'estimar-lo. Mentre la feliç parella marxa per la passarel·la que puja al vaixell, Joe i la resta dels actors i actrius canten l'últim vers de "Ol' Man River".
Variants de la trama en la pel·lícula de 1951
La pel·lícula del 1951 feta per la MGM va canviar les escenes finals de l'obra, així com molts petits detalls. Reconcilia Ravenal i Magnolia uns quants anys després que s'hagin separat, en comptes de 23 anys més tard. Quan Ravenal abandona Magnolia a Chicago, ella ja està embarassada. Per atzar es troba amb Julie, que l'informa que Magnolia ha tingut una criatura. Torna amb ella i veu a Kim jugant. Magnolia els veu junts i tornen junts, i tornen a la show boat. Joe i el cor cante "Ol' Man River" mentre el riu comença a marxar riu avall. Es veu Julie mirant-s'ho des de la distància, ja que ha vist l'escena des de fora.

### Històric de revisions
La producció original durava quatre hores i mitja durant les primeres mostres, però va ser retallada a les tres hores quan va arribar a Broadway. Durant les preestrenes quatre cançons, "Mis'ry's Comin' Aroun", "I Would Like to Play a Lover's Part", "Let's Stars the New Year" i "It's Getting Hotter in the North" van ser eliminades de l'obra. La primera va ser publicada dins la partitura vocal completa i alguns fragments es poden sentir en l'obertura original i l'escena de mestissatge de la producció de 1927. La cançó "Be Happy, Too" era fou eliminada després de la mostra de Washington, D.C." Let's Start the New Year" va ser representada en la producció de Paper Mill Playhouse de l'any 1989.
Dues cançons, "Till Good Luck Comes My Way" (cantada per Ravenal) i "Hey Feller!" (cantada per Queenie), va ser escrites principalment per cobrir canvis de decorat. No es van mostrar a la reposició de 1946, tot i que "Till Good Luck" va ser inclosa dins la producció de Harold Prince de l'any 1993. La cançó de comèdia, "I Might Fall Back On You" també va ser eliminada l'any 1946. Va ser afegida a la pel·lícula de 1951 i en diverses produccions des del 1980. En gravacions, "Hey Feller!" apareix només a l'àlbum del 1988 de la productora EMI. Kern i Hammerstein van escriure dues cançons noves per a les reposicions i tres més per la pel·lícula de 1936.
La producció de Harold Fielding a Londres a inicis de 1970 volia mostrar l'obra original, però els números "Hey, Feller" i "In Dahomey" van ser eliminats, entre d'altres. Aquest àlbum va ser la primera versió de ShowBoat que es va publicar en un format de dos LP.
La partitura també inclou quatre peces no escrites originalment per a l'obra: "Bill" fou escrita originalment per Kern i P. G. Wodehouse l'any 1917 i va ser adaptada per Hammerstein a Show Boat. Dues altres peces que tampoc eren dels autors són "Goodbye, My Lady Love", per Joseph E. Howard i "Després de la festa", de Charles K. Harris, que van ser afegides pels autors per donar ambientiació històrica i són representades a les reposicions. L'escena de la festa d'any nou presenta una versió instrumental de "There'll Be a Hot Time in the Old Town Tonight".
Alguns dels números següents han estat tallats o revisats en produccions posteriors, com es detalla a sota (les cançons "Ol' Man River", "Can't Help Lovin' Dat Man'", i "Bill" han estat incloses en cada producció teatral i cinematogràfica de l'obra):
- Obertura – L'obertura original, utilitzada en totes les produccions teatrals fins a l'any 1946 (sentida al triple CD d'EMI/Angel per primer cop en gairebé 50 anys), està basada principalment a partir de la cançó eliminada "Mis'ry's Comin' Aroun", ja que Kern va voler mostrar aquesta cançó en algun moment. La cançó va ser restaurada a la producció de Harold Prince de 1994. L'obertura també conté fragments d' "Ol' Man River", "Can't Help Lovin' Dat Man", i un arranjament més ràpid de "Why Do I Love You". Les obertures de la reposició de l'any 1946 i la de 1966 feta al Lincoln Center consistien en mendleys de les cançons de l'obra. Tot tres obertures van ser arranjades per l'orquestrador de l'espectacle, Robert Russell Bennett, que va orquestrar la majoria de les obres posteriors de Kern
- "Cotton Blossom" – Aquest número apareix a totes les produccions teatrals i en versió reduïda a les pel·lícules de 1936 i de 1951.[9] No va ser utilitzada a la pel·lícula de 1929.
- "Where's the Mate for Me?" – Primera cançó de Ravenal; apareix a totes les versions teatrals, parcialment a la pel·lícula de 1936 i sencera a la de 1951. Tampoc apareix a la de 1929.
- "Make Believe" – Apareix a totes les versions teatrals i cinematogràfiques, excepte a la pel·lícula de 1929.
- "Life Upon the Wicked Stage" – Aquesta cançó còmica normalment apareix a les versions teatrals, però se sent en una versió orquestral a la pel·lícula de 1936. No apareix a la de 1929 i apareix cantada i ballada a la de 1951.
- "Till Good Luck Comes My Way" – Kern i Hammerstein la van eliminar de la reposició de 1946, però es va tornar a fer a la producció de Londres de 1971. Apareix instrumentament a la pel·lícula de 1936 i és eliminada de les altres dues.
- "I Might Fall Back on You" – Normalment era eliminada després de l'any 1946, però va ser reintroduida l'any 1966. Només apareix a la pel·lícula de 1951.
- "C'mon Folks (Queenie's Ballyhoo)" – Apareix a totes les produccions teatrals, cantada al pròleg de la pel·lícula de 1929 i en versió instrumental a la de 1951. A la de 1936 no hi apareix.[10]
- "Olio Dance" –Poques vegades es representa, ja que fou creada per un canvi d'escena. És una peça orquestral que utilitza parcialment la melodia de "I Might Fall Back on You" i es pot sentir a l'àlbum de la productora EMI com a "Villain Dance". La pel·lícula de 1936 substitueix el nou número "Gallivantin' Around" representat com un olio per Irene Dunne com a Magnolia fent de Blackface. Va ser eliminada de la producció de 1989 de Paper Mill Playhouse. Algunes produccions modernes mouen la cançó "I Might Fall on You" en el seu lloc.
- "You Are Love" – Kern considerava que aquest vals popular era la peça més dèbil: la va intentar eliminar de la pel·lícula de 1936 sense èxit. Mai s'ha eliminat a l'escenari i va ser reduïda a les pel·lícules de 1936 i 1951, eliminant la introducció. No apareix a la pel·lícula de 1929.
- "Act I Finale" – Va ser reduïda a la pel·lícula de 1936 i eliminada a les altres dues. La seva secció central, un tema de dansa que toca el banjo, va ser un motiu repetit a la pel·lícula de 1951, ja que es toca a l'escenari durant una escena entre bastidors, i després com a dansa entre el capità Andy i la seva néta Kim.
- "At the Chicago World's Fair" – Apareix a totes les produccions teatrals excepte la de Hal Prince l'any 1994. Eliminada de les pel·lícules, però apareix com a instrumental a la de 1936.
- "Why Do I Love You?" – Apareix a totes les versions teatrals i és cantada com a cançó de crèdits a la pel·lícula de 1929.[10] Apareix com a música instrumental a la pel·lícula de 1936 i és cantada a la de 1951. A la versió de Hal Prince és cantada per Parthy.
- "In Dahomey" – Va ser eliminada després de la producció de Broadway de 1946 i no s'ha tornat a recuperar ja que es considera ofensiva i irrellevant en l'argument. És cantat al Chicago World's Fair per un grup de suposats natius africans. Canten en un suposat llenguatge africà abans de passar a l'anglès modern, cantant sobre el seu agraiment a poder tornar als seus apartaments després de l'actuació. No apareix en cap de les pel·lícules, però enregistrada a la versió de la productora EMI l'any 1988 i en una producció posterior a l'any 1993 amb la partitura de 1946.
- "Goodbye, My Lady Love" – Només ha aparegut a les produccions americanes i a la pel·lícula de 1936. No apareix a les altres dues.
- "After the Ball" – Representada en totes les produccions i les pel·lícules, excepte a la de 1929.
- "Hey, Feller" – Mostrada en totes les produccions fins a l'any 1946 i cantada al pròleg de la pel·lícula de 1929.[10] No apareix a la pel·lícula de 1936, però sona de fons a la de 1951 mentre surten els títols de crèdit inicials mentre arriba la barca.

Els números següents s'han afegit en diverses reposicions i pel·lícules:
- "Mis'ry's Comin' Aroun" – Encara que fou eliminada de la producció original, Kern es va assegurar que es publiqués a la partitura vocal completa.[3] L'àlbum de 1988 la va incorporar i també la producció de 1994 de Hal Prince.
- "I Would Like to Play a Lover's Part" – Eliminada de la producció original però apareix a l'àlbum de 1988.
- "Let's Start the New Year" – Eliminada a la producció original però apareix a l'àlbum de 1988 i a la producció de 1989 de la productora Paper Mill Playhouse.
- "It's Getting Hotter in the Nort" – Eliminada de la producció original però apareix a l'àlbum de 1988.
- "Dance Away the Night" va ser escrita per Kern i Hammerstein per a la versió del West End, a Londres, per ser cantada quan Kim canta un reprise de "Why Do I Love You?" (el número original era "It's Getting Hotter in the North").
- "I Have The Room Above Her" és un duet romàntic escrit per Kern i Hammerstein per a Ravenal i Magnolia a la pel·lícula de 1936 i inclòs a la producció de Broadway de 1994.
- "Gallivantin' Around" és un número de cakewalk escrit pels autors per a Magnolia a la pel·lícula de 1936.
- "Ah Still Suits Me" és un duet de còmic escrit per Kern i Hammerstein per a la pel·lícula de 1936 i cantat per Joe i Queenue (Paul Robeson i Hattie McDaniel). El número també va ser inclòs a la producció de Paper Mill Playhouse l'any 1989.[11]
- "Nobody Else But Me" va ser escrit per Kern i Hammerstein per la producció de 1946 enlloc del reprise de "Why Do I Love You" o "Dance Away the Night". Va ser la última cançó que va escriure Kern, ja que va morir poc abans que s'estrenés la producció.[12] A la producció londinenca de 1971, Julie cantava aquesta peça, en una escena creada expressament per a la producció. No apareix a cap pel·lícula, però sí que apareix força a les diverses produccions des de la dècada de 1980.
- "Dandies on Parade" és un número de ball arranjat per a la producció de Broadway de 1994 per David Krane, inspirat per la música de Kern.

## Papers principals i repartiment destacable
| Personatge        | Descripció                                                                                         | Repartiment original a Broadway | Altres intèrprets a destacar |
| ----------------- | -------------------------------------------------------------------------------------------------- | ------------------------------- | --- |
| Capità Andy Hawks | L'amo i el capità del vaixell d'espectacle Cotton Blossom; marit de parthy Ann i pare de Magnolia. | Charles Winninger               | Cedric Hardwicke, Ralph Dumke, Billy House, David Wayne, Burl Ives, Donald O'Connor, Mickey Rooney, Eddie Bracken, John McMartin, Ned Beatty, Tom Bosley, Robert Morse |
| Magnolia Hawks    | Filla de Parthy i Andy; es casa amb Gaylord Ravenal; mare de Kim .                                 | Norma Terris                    | Edith Day, Irene Dunne, Jan Clayton, Barbara Cook, Rebecca Luker |
| Gaylord Ravenal   | Corredor d'apostes elegant; es casa amb Magnolia; pare de Kim.                                     | Howard Marsh                    | Dennis King, Charles Fredericks, Robert Rounseville, Ron Raines, Mark Jacoby, Kevin Gris                                                                               |
| Julie La Verne    | Cap dels artistes, dona de Steve                                                                   | Helen Morgan                    | Carol Bruce, Helena Bliss, Constance Towers, Cleo Laine, Lonette McKee, Marilyn McCoo, Valarie Pettiford                                                               |
| Steve Baker       | Cap dels artistes, marit de Julie.                                                                 | Charles Ellis                   | Robert Allen |
| Parthy Ann Hawks  | Dona severa del capità Andy                                                                        | Edna May Oliver                 | Ethel Owen, Bertha Belmore, Marjorie Gateson, Margaret Hamilton, Dorothy Loudon, Cloris Leachman, Karen Morrow, Elaine Stritch                                         |
| Pete              | L'enginyer exigent del Cotton Blossom; intenta flirtejar amb Julie.                                | Bert Chapman                    | Wade Williams |
| Joe               | Obrer del moll a la barca; marit de Queenie.                                                       | Jules Bledsoe                   | Paul Robeson, William C. Smith, Lawrence Winters, Bruce Hubbard, William Warfield, Michel Bell, Donnie Ray Albert                                                      |
| Queenie           | La cuinera del vaixell; dona de Joe.                                                               | Tess Gardella                   | Alberta Hunter, Helen Dowdy, Hattie McDaniel, Helen Phillips, Karla Burns, Gretha Boston                                                                               |
| Frank Schultz     | Actor de la barca que interpreta els personatges malvats; casat a Ellie.                           | Sammy White                     | Buddy Ebsen, Joel Blum, Eddie Korbich |
| Ellie             | Cantant i ballarina en una representació amb el seu marit Frank.                                   | Eva Puck                        | Colette Lyon, Paige O'Hara |
| Kim               | Filla de Magnolia i Gaylord.                                                                       | Norma Terris                    | Evelyn Eaton |
| Windy McClain     | El pilot del Cotton Blossom.                                                                       | Alan Campbell                   | Arthur Newman, Richard Dix |

## Històric de produccions

### Producció original de 1927

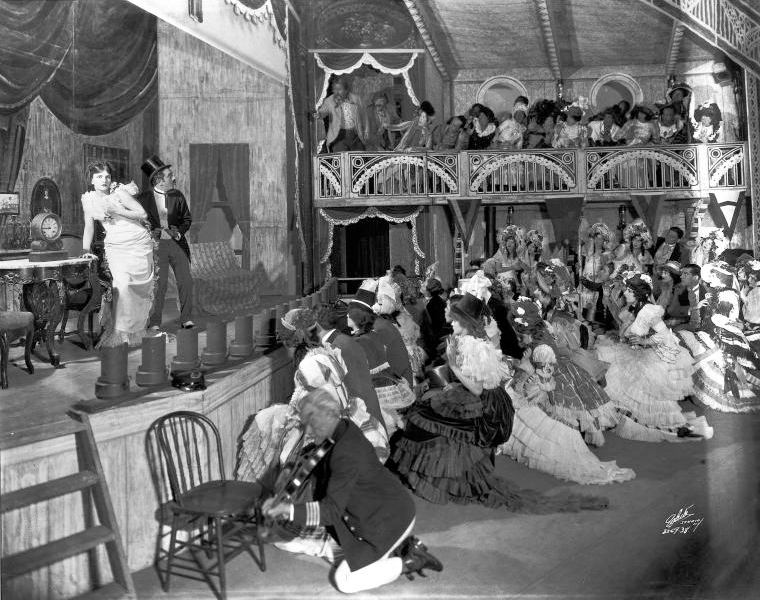
Escena des de la producció de Broadway original

Ziegfeld va veure una mostra de l'espectacle en una gira pre-Broadway entre el 15 de novembre i el 19 de desembre de 1927. La gira va passar pel Nationa Theatrel de Washington DC, el Nixon Teatre de Pittsburgh, el Ohio Theatre de Cleveland, i el Erlanger Theatre de Filadèlfia. L'espectacle es va estrenar a Broadway al Ziegfeld Theatre el 27 de desembre de 1927. La crítica fou entusiasta des del primer moment, i l'obra tingué molt èxit, estant en cartellera un any i mig amb 572 actuacions.
La producció va ser escenificada per Oscar Hammerstein II. La coreografia de l'espectacle fou creada per Sammy Lee. El repartiment original va incloure Norma Terris com a Magnolia Hawks i la seva filla Kim (com a adulta), Howard Marsh com a Gaylord Ravenal, Helen Morgan com a Julie LaVerne, Jules Bledsoe com a Joe, Charles Winninger com a Capità Andy Hawks, Edna May Oliver com a Parthy Ann Hawks, Sammy White com a Frank Schultz, Eva Puck com a Ellie May Chipley, i Tess Gardella com a Queenie. Les orquestracions les va fer Robert Russell Bennett, i la direcció orquestral Victor Baravalle. El disseny escènic per la producció original el va fer Joseph Urban, que havia treballat amb Ziegfeld durant molts anys en les seves Follies i havia dissenyat el nou Ziegfeld Theatre. Els vestits van ser dissenyats per John Harkrider.
A la crítica de la nit de l'estrena pel New York Times, Brook Atkinson va definir que l'adaptació del llibre estava "feta intel·ligentment" i va definir la producció com a "impossible de retreure la tècnica i el gust". Va anomenar Terris "una revelació"; Winninger "extraordinàriament persuasiu i convencent"; i el cant de Bledsoe com a "extraordinàriament eficaç".

### Paul Robeson
El personatge de Joe, l'estibador que canta "Ol' Man River", va ser estès des de l'obra i escrit específicament per a Paul Robeson, un actor i cantant que ja tenia renom. Encara que és l'actor més identificat amb aquest rol i amb la cançó, no va estar disponible per a la seva estrena a causa del seu retard. Jules Bledsoe va interpretar la seva part. Robeson va actuar en quatre produccions notables de l'obra: l'estrena a Londres l'any 1928, la producció de Broadway de 1932, la pel·lícula de 1936 i la reposició de 1940 a Los Angeles.
Veient la reposició de Broadway de 1932, el crític Brooks Atkinson va descriure així la interpretació de Robeson: "té un tacte genial. No només és la seva veu, que és una de les més riques de l'escenari. És evident que dona a 'Old Man River' un aire èpic. Quan canta... te n'adones que l'esperit de Jerome Kern ha assolit la seva expressió final."

### Reposicions a Amèrica del Nord
Després tancar al Ziegfeld Teatre l'any 1929, la producció original va fer una llarga gira. El repartiment de la gira és notable per incorporar Irene Dunne com a Magnolia. Hattie McDaniel va interpretar Queenie a la producció de 1933 de la costa oest, amb el tenor Allan Jones com a Ravenal. Show Boat va tornar a Broadway l'any 1932 al Casino Theatre amb una gran majoria del repartiment original, però amb Paul Robeson com a Joe i Dennis King com a Ravenal.
L'any 1946, una reposició a Broadway va tornar al Ziegfield's Theatre, on s'havia estrenat. Aquesta producció presentava una partitura revisada i amb noves cançons fetes pels mateixos autors i una obertura i unes orquestracions de Robert Russell Bennett. L'espectacle va ser dirigit per Hammerstein i Hassard Short i va presentar Jan Clayton (Magnolia), Charles Fredricks (Ravenal), Carol Bruce (Julie), Kenneth Spencer (Joe), Helen Dowdy (Queenie), i Buddy Ebsen (Frank). Kern va morir poques setmanes abans del 5 de gener de 1946, sent així l'últim espectacle on va treballar. La producció va fer 418 funcions i va realitzar una llarga gira pel país. El seu cost va ser de 300.000$ i un mes abans de tancar a Broadway, encara tenia un dèficit de 130.000$.
Altres reposicions es van fer a Nova York els anys 1948 i 1954 al New York City Center. La companyia del Music Theatre of Lincoln va produir l'espectacle l'any 1966 al New York State Theater en una nova producció. El repartiment presentava Barbara Cook (Magnolia), Constance Towers (Julie), Stephen Douglass (Ravenal), David Wayne (Capità Andy), Margaret Hamilton (Parthy) i William Warfield (Joe). Va ser produïda per Richard Rodgers, i Robert Russell Bennett un cop més va proporcionar una obertura nova i va revisar orquestracions.
L'any 1982 a Houston es va fer una nova producció per part de la Houston Grand Opera que es va estrenar al Jones Hall i després va anar al Dorothy Chandler Pavilion de Los Angeles, el Orpheum Teatre de San Francisco, el Kennedy Centre for the Performing Arts de Washington D.C., i a la fi al Gershwin Teatre a Broadway el1983. La producció també va visitar a l'estranger la l'Òpera del Caire a Egipte. L'espectacle va ser produït per Robert A. Buckley i Douglas Urbanski. Mickey Rooney va interpretar el Capità Andy en algunes ciutats de la gira, però Donald O'Connor va representar-lo a Broadway. Lonette McKee (Julie) i Karla Burns(Queenie), i el director Michael Kahn van ser nominats per als premis Tony per a la seva feina. Altres membres del repartiment eren Ron Raines (Gaylord Ravenal), Sheryl Woods(Magnolia), Avril Gentles (Parthy Ann), Bruce Hubbard (Joe), i Paige O'Hara (Ellie).
A la producció 1989 de la productora Paper Mill Playhouse de Millburn, Nova Jersey, es va muntar una producció que va destacar per les intencions de restaurar quin va ser notat per a la seva intenció per restaurar l'espectacle d'acord amb les intencions originals dels creadors. Va recuperar part de l'obertura de 1927 i un número descartat després de l'estrena a Broadway, a més de les cançons Ah Still Suits Me, escrita per a la pel·lícula de 1936. Va ser dirigida per Robert Johanson i va presentar a Eddie Bracken com Capità Andy. Aquesta producció es va guardar en cinta de vídeo i broadcast per la PBS.
Livent Inc. va produir Show Boat a Toronto l'any 1993, amb Rebecca Luker, Mark Jacoby, Lonette McKee, Robert Morse, Elaine Stritch, Michel Bell (com a Joe) i Gretha Boston (com a Queenie). Co-produït i dirigit per Harold Prince i coreografiat per Susan Stroman, posteriorment va obrir a Broadway l'any següent amb la majoria del repartiment de Toronto, però amb John McMartin com a Capità Andy. Robert Morse es va quedar en el repartiment de Toronto i Cloris Leachman com Parthy, es va unir, entre d'altres. La producció de Nova York va estar alGeorge Gershwin Theatre des del 2 d'octubre de 1994 i va fer 947 funcions, fent la producció de Show Boat que més temps ha estat a Broadway finsa dia d'avui. La producció va marxar de gira, actuant al Kennedy Center i va anar fins a Londres i a Melbourne, Austràlia. La producció de Prince va fer renovar l'interès en l'obra, estirant el llibre, afegint sonoritats que havien estat eliminades i emfatitzant els aspectes racials. Prince va modificar "Why Do I Love You?" d'un duet entre Magnolia i Ravenal a una cançó de bressol cantada per Parthy Ann a la filla de Magnolia. Aquest canvi es va fer per introduir la cançó que interpretava Stritch. El duet d'amor entre Magnolia i Ravenal, "I Have the Room Above Her", escrit pels autors originals a la pel·lícula de 1936, va ser afegit a la producció. Dos nous números de mímica i dansa al segon acte mostraven el pas del temps gràcies als canvis que mostraven a la dansa i a la música.

### Produccions de Londres
La producció original de Londres al West End de Show Boat es va estrenar el 3 de maig de 1928 al Theatre Royal, Drury Lane i va presentar Cedric Hardwicke com a Capità Andy, Edith Day com a Magnolia, Paul Robeson com a Joe, i Alberta Hunter com a Queenie. Mabel Mercer, més tard famosa com a cantant de cabaret, es trobava al cor. Altres presentacions del West End inclouen una producció al Adelphi Theatre l'any 1971, que va realitzar 909 representacions. Derek Royle va interpretar Capità Andy, Cleo Laine era Julie, i Pearl Hackney va fer Parthy Ann.
La producció de Hal Prince va arribar al Prince Edward Theatre l'any 1998 i va ser nominat com a Millor Producció musical als premis Olivier l'any 1999. Altres produccions a destacar a Anglaterra són l'Opera North/Royal Shakespeare Company de l'any 1989 la qual va estar al London Palladium l'any 1990, i la producció de 2006 dirigida per Francesca Zambello, presentada per Raymond Gubbay a Royal Albert Hall de Londres. Era el primera producció musical plenament escenificada en la història d'aquest local. Karla Burns, que havia aparegut com Queenie dins la producció de 1983 de Broadway, va repetir la funció per a la producció de la Opera North and RSC, sent la primera actriu negra en guanyar el premi Laurence Olivier.
Una altra producció va ser transferida des de Sheffield dels del Crucible Teatre fins al New London Theatre de Londres amb preestrenes des del 9 d'abril de 2016 i estrenant el 25 del mateix mes. Va ser dirigida per Daniel Evans utilitzant les versions Goodspeed del musical. El repartiment va incloureGina Beck com a Magnolia, Lucy Briers com Parthy Ann i Malcolm Sinclair com Capità Andy. Malgrat crítiques molt favorables, l'espectacle tancat al final de l'agost de 2016.
Produccions a Catalunya

Tot i la creixent popularitat del teatre musical a Catalunya després de la dictadura franquista, Show Boat no s'ha representat mai en territori català. De fet, a Barcelona no s'han fet mai produccions professionals de cap obra dels seus autors.

## Adaptacions

### Pel·lícula i televisió
Show Boat ha estat adaptada per a pel·lícula tres vegades, i per a televisió una vegada.
- 1929 Show Boat. Universal. Llançada com a pel·lícula amb so parcial. No és una versió cinematogràfica del musical, sinó que l'argument està basat en la novel·la d'Edna Ferber. Immediatament després de la gravació, un pròleg amb música de l'espectacle va ser enregistrat i afegit per a una versió amb fragments parlats de la mateixa pel·lícula.
- 1936 Show Boat. Universal. Dirigida per James Whale. Una pel·lícula majoritàriament fidel a la versió teatral, presentant quatre membres del repartiment original com Irene Dunne, de la gira nacional. Altres membres de diferents produccions apareixen, com Jones com a Ravenal, McDaniel com a Queenie, Robeson com a Joe, Winninger com a Capità Andy, Morgan com a Julie i White com a Frank.[47] Guió d'Oscar Hammerstein II; arranjaments musicals per Robert Russell Bennett; direcció musical i orquestral de Victor Baraville.
- 1946 Till the Clouds Roll By. MGM. En aquesta biografia fictícia del compositor Jerome Kern (interpretada per Robert Walker), l'estrena de Show Boat apareix com a una escenificació de quinze minuts amb un medley musical amb sis de les cançons de l'obra. El número inclou Kathryn Grayson, Tony Martin, Lena Horne, Virgínia O'Brien, Caleb Peterson, i William Halligan com a, Magnolia, Ravenal, Julie, Ellie, Joe, i Andy, respectivament.
- 1951 Show Boat. MGM. Versió revisada amb Technicolor. Segueix la seqüència original i mostra moltes cançons de l'espectacle original, però fa molts canvis en detalls de l'argument i els personatges. La versió amb més èxit de taquilla de públic de les tres.
- Una versió en directe de l'any 1989 fet per la productora Paper Mill Playhouse va ser enregistrada i mostrada a les Great Performances de la PBS. S'hi representen més cançons i menys talls que a qualsevol de les pel·lícules. Afegeix el número coral "Let's Start the New Year", que va ser eliminat abans de l'estrena a Broadway, i "Ah Still Suits Me", una cançó escrita pels autors originals per a la pel·lícula de 1936.[11]

### Ràdio
Show Boat va ser adaptada almenys set vegades per a ràdio en directe. A causa de la censura, moltes de les versions van eliminar l'aspecte de la segregació de l'argument. Notables excepcions van ser la retransmissió de la Cavalcade of America l'any 1940 i la de 1953 per la Lux Radio Theatre.
- The Campbell Playhouse (CBS Radio, 31 de març de 1939). Dirigida i presentada per Orson Welles. Era una versió no musical de la història que estava basada més a partir de la novel·la de Ferber que no pas del musical. Del repartiment original, Helen Morgan va interpretar Julie, cantant una cançó que no era del musical. Welles va interpretar Andy, Margaret Sullavan, Magnolia, i l'autora Edna Ferber va fer el seu debut actuant com a Parthy Ann. En aquesta versió, Julie era una estrangera il·legal que havia de ser deportada.
- Cavalcade of America (NBC Radio, 28 de Maig de 1940). Una dramatització de mitja hora amb Jeanette Nola, John McIntire, Agnes Moorehead i el Ken Christy Chorus. Va ser breu però molt fidel a l'original.
- Lux Radio Theatre (CBS, juny 1940). Presentat i produït per Cecil B. DeMille, va presentar Irene Dunne, Allan Jones, i Charles Winninger, que apareixien a la pel·lícula de 1936. En aquesta versió comprimida es van cantar algunes cançons de l'obra, però Julie estava interpretada per Gloria Holden, que no cantava, a més de representar una dona soltera. Només apareixen algunes frases de Ol' Man River, cantades per un cor. Encara que estava basada en la pel·lícula de 1936, utilitzen el final de l'obra original, que no apareix a la pel·lícula.
- Radio Hall of Fame (1944). Aquesta producció va mostrar Kathryn Grayson, interpretant Magnolia per primer cop.[25] També participaven Allan Jones com a Ravenal, Helen Forrest com a Julie, Charles Winninger com a Andy, Ernest Whitman com a Joe, i Elvia Allman com Parthy Ann.
- The Railroad Hour (ABC Radio, 1950). Una altra versió comprimida de mitja hora amb Dorothy Kirsten, Gordon MacRae, i Lucille Norman. "Ol' Man River" va ser interpretada per MacRae en comptes de per un cantant afroamericà. A més, no s'explica que Julie i Steve marxen.
- Lux TRadio Theatre (CBS, febrer 1952). Una versió radiofònica de la pel·lícula de 1951 amb Kathryn Grayson, Ava Gardner, Howard Keel, i William Warfield del film original. Jay C. Flippen interpreta Andy. Aquesta versió fou molt fidel a la pel·lícula.[49]
- L'any 2011 es va emetre a la BBC Radio 4 una versió de dues parts. Basada en la novel·la d'Edna Ferber, va ser interpretada per Moya O'Shea i va ser produïda i dirigida per Tracey Neale. En el repartiment hi havia Samantha Spiro com a Magnolia, Ryan McCluskey com a Ravenal, Nonso Anozie com a Joe, Tracy Ifeachor com a Queenie, Laurel Lefkow com a Parthy Ann, Morgan Deare com a Andy i Lysette Anthony com Kim. La música original era de Neil Brand.[50]
- El 16 de juny de 2012 es va fer una reposició a la Lyric Opera of Chicago, emès per la WFMT-Radio of Chicago[51] Aquesta nova producció de l'obra va reincorporar les cançons Mis'ry's Comin' Round, Till Good Luck Comes My Way i Hey, Feller!. Fou el primer cop que una versió completa de Show Boat es va emetre per la ràdio.

### Sales de concert
- L'any 1941, l'Orquestra de Cleveland, sota la direcció d'Artur Rodziński, va estrenar la versió orquestral de Show Boat: A Scenario for Orchestra, una peça de 22 minuts on es mostren diveres cançons de l'obra. Rodziński i l'orquestra la van gravar aquell mateix any i hi ha hagut diversos enregistraments moderns de l'obra des de llavors, dels quals destaca un fet per John Mauceri i la Hollywood Bowl Orchestra.[52][53]

## Enregistraments

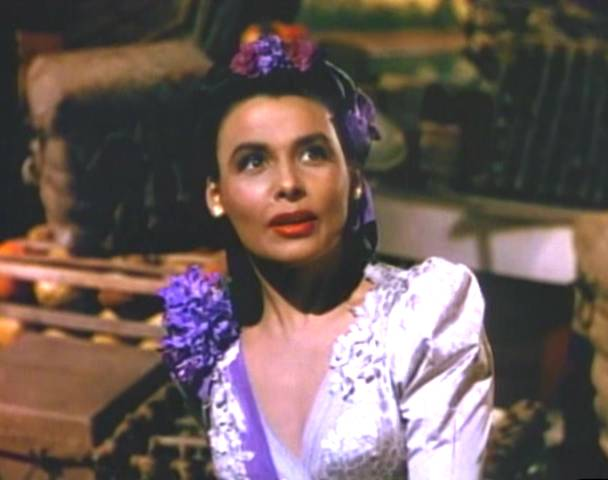
Lena Horne com a Julie LaVerne en una escena de l'obra dins la producció de Till the Clouds Roll By (1946)

- 1928 – El repartiment original de Londres va llançar un àlbum amb les orquestracions originals. Primer es va vendre a Anglaterra en format de 78 rpm i després es va vendre als EUA, ja que no hi havia tradició de fer àlbums amb el repartiment original. Per aquest motiu, no hi va haver un enregistrament oficial, encara que Jules Bledsoe, Helen Morgan i Tess Gardella van enregistrar algunes cançons individuals. El repartiment de Londres incloïa Edith Day, Howett Worster, Marie Burke i Alberta Hunter. A causa de les restriccions del contracte, Paul Robeson va ser substituït pel baríton Norris Smith, el seu cover, interpretant el paper de Joe. Però el mateix any, Robeson, amb el mateix cor que l'acompanyava a l'espectacle, va enregistrar "Ol' Man River" amb l'orquestració original, que es va llançar després. La seva interpretació apareix a l'àlbum de la productora EMI titulat "Paul Robeson Sings Ol' Man River and Other Favorites".
- 1932 – Enregistrament d'estudi en format de 78rpm per Brunswick Records. Llançat més tard per Colimbia Records en format 78rpm, 33-1/3rpm i en CD. Aquest enregistrament inclou Helen Morgan, Paul Robeson, James Melton, Frank Munn, i Countess Olga Albani, i va ser emès conjuntament amb la reposició de 1932, tot i que no era estrictament un àlbum amb el repartiment. L'orquestra va ser dirigida per Victor Young, i les orquestracions originals i els arranjaments vocals no van ser utilitzats.
- 1946 – Enregistrament d'un altre repartiment d'una reposició en format de 78 rpm, LP, produït per Columbia i CD produït per Sony. Va ser el primer enregistrament als EUA que utilitzava el repartiment, direcció i orquestracions d'una reposició de Broadway (Les orquestracions de Robert Russell Bennett per a aquesta producció eren lleugerament diferents de les originals). Jan Clayton, Carol Bruce, Charles Fredericks, Kenneth Spencer, i Colette Lyons va ser treballar-hi. Buddy Ebsen també apareixia a la reposició, però no en l'àlbum. Inclou la cançó nova "Nobody Else But Me".
- 1951 – àlbum de la banda sonora de la pel·lícula de MGM amb el repartiment del film, la primera banda sonora d'una pel·lícula sobre l'obra. Fou llançat en format de 45 rpm i 33-1/3 rpm, i més tard en CD en una edició molt més estesa. L'actriu Ava Gardner canta en l'enregistrament, encara que la seva veu va ser substituïda per la de Annette Warren a la pel·lícula. La versió expandida del CD conté les interpretacions de Warren i Garden. Va ser el debut de William Warfield, que interpretava Joe i cantava "Ol' Man River" a la pel·lícula. Les orquestracions eren de Conrad Salinger, Robert Franklyn, i Alexander Courage.
- 1956 – L'estudi RCA Victor va llançar l'àlbum dirigit per Lehman Engel. Aquest àlbum presentava més música que cap altre LP anterior. El baríton americà Robert Merrill, un cantant blanc i famós, interpretava tant a Joe com a Gaylord Ravenal. Altres intèrprets eren, Patrice Munsel com a Magnolia i Rise Stevens com a Julie. Llançat com a CD l'any 2009 però eliminant els números de Frank i Ellie, que havien estat interpretats per Janet Pavek i Kevin Scott.[54] Les orquestracions originals no van ser utilitzades.
- 1958 – L'àlbum del repartiment d'estudi de RCA Victor. El primer Show Boat en estèreo, en aquest repartiment apareixen Howard Keel (cantant Ol' Man River i les cançons de Gaylord Ravenal), Anne Jeffreys, i Gogi Grant,i no va utilitzar les orquestracions originals. Es va llançar com a CD l'any 2010.[55]
- 1959 – L'àlbum d'estudi de la productora britànica EMI, presentant Marlys Walters com a Magnolia, Don McKay com a Ravenal, Shirley Bassey com a Julie, Dora Bryan com a Ellie, i Inia Te Wiata cantant "Ol' Man River".
- 1962 – eâlbum d'estudi de la productora Columbia. Amb Barbara Cook, John Raitt, Anita Darian, i William Warfield, va ser el primer cop que s'enregistrava l'obra en CD. Encara que Robert Russell Bennett no sortia als crèdits, utilitza moltes de les seves orquestracions de l'any 1946, amb algunes modificacions.
- 1966 – Àlbum del repartiment del Lincoln Center. Produït per RCA Victor, inclou Cook, Constance Towers, Stephen Douglas, i William Warfield. Les orquestracions de Robert Russell Bennett van ser encara més modificades. També disponible en CD.
- 1971 – Àlbum de la reposició de Londres. El cantant de jazz Cleo Laine, la soprano Lorna Dallas, el tenor Andre Jobin, i el baix-baríton Thomas Carey eren els protagonistes. Utilitza orquestracions completament noves, amb poca relació a les de Robert Russell Benett. Va ser el primer àlbum de 2 LP de l'obra, ja que inclou més música que els anteriors. Posteriorment, va ser llançat com a CD.
- 1988 – Àlbum d'estudi de la productora EMI format per 3 CDs on, per primer cop, apareix tota la música de l'espectacle, amb les orquestracions originals de 1927, sense censura a les lletres i arranjaments vocals. El repartiment inclou Frederica von Stade, Jerry Hadley, Teresa Stratas, Karla Burns, Bruce Hubbard, i Paige O'Hara. L'àlbum és dirigit per John McGlinn.
- 1993 – Àlbum amb el repartiment de la prodcció de Toronto, amb el mateix repartiment de la producció de 1994 a Broadway.

Hi ha hagut molts altres enregistraments en estudi de l'obra a més dels mencionats a sobre. La banda sonora de la pel·lícula de 1936 ha aparegut a un CD no autoritzat per a una productora anomenada Xeno

## Assumptes racials
Show Boat va mostrar assumptes racials i fou el primer musical racialment integrat, on col·lectius blancs i afroamericans compartien escenari. L'espectacle de les Ziegfeld Follies ja havia presentat intèrprets solistes afroamericans com Bert Williams, però no havia inclòs una dona negra al cor. Show Boat va ser estructurat amb dos cors – un cor negre i un cor blanc. Un comentarista va destacar que "Hammerstein utilitza el cor afroamericà tan eminentment un cor grec, proporcionant comentaris clars en el plet, mentre que els cors blancs canten amb un estil no-del-tot-real."Jerome Kern va utilitzar la forma AABA-Coral exclusivament en les cançons cantades per personatges afroamericans ("Ol'Man River", "Can't Help Lovin' dat Man"), una forma que més tard seria considerada típica de "música" popular blanca.
Show Boat va ser el primer musical de Broadway que va descriure seriosament un matrimoni interracial, tal com sortia a la novel·la original de Ferber, i també en presentar un personatge de raça mixta que "es feia passar" per blanc. (Tot i que la comèdia musical Whoopee! (1930), protagonitzada per Eddie Cantor, presumptament descriu un romanç entre un home mig afroamericà i mig americà i una dona blanca, però l'home representat és blanc.)

### Llengua i estereotips

#### El mot "negre" ("nigger" en anglès)
L'espectacle va generar controvèrsia per l'assumpte del matrimoni interracial, el retrat històric de la societat aforamericana que treballaven com manobres i servents al sud del país durant el s.XIX, i l'ús del mot negres ("niggers") a les lletres (és la primera paraula que apareix a l'obra). Originalment, l'espectacle començava així:
Negres treballen al Mississipi,
Negres treballen mentre els homes blancs juguen.
Carregant amunt barques amb bales de cotó,
Sense tenir cap descans fins al dia del Judici Final
A les produccions posteriors, la paraula "negres" va ser canviada per "homes de color" ("colored folk"), "fosquets" ("darkies"), i en una ocasió, per "Aquí tots nosaltres". La producció de l'any 1966 al Lincoln Center, produïda dos anys després dels Actes dels Drets Civils de l'any 1964, aquesta secció del cor inaugural va ser omesa abans de ser modificada. La reposició a Londres de l'any 1971 va utilitzar "Aquí tots nosaltres treballem al Mississipi". L'enregistrament de l'any 1988 va recuperar la lletra original de l'any 1927, mentre que la reposició de Harold Prince va escollir l'opció de "colored folk" La producció de l'any 1989 feta per The Paper Mill Playhouse, va utilitzar la paraula "nigger" quan es tractava d'un personatge més aviat antagonista, mentre que utilitzava sobretot la paraula "negro" .

Molts crítics creuen que Kern i Hammerstein van escriure el cor inaugural per tal de donar un aire compassiu a unes persones oprimides, i que van fer-ho amb finalitats iròniques, ja que moltes vegades s'havia utilitzat per a finalitats despectives. Van voler alertar l'audiència sobre les realitats del racisme:
'Show Boat comença amb la paraula més censurable de totes -nigger- i encara que no és una cançó de burla (Coon)... immediatament estableix la raça com a un dels temes centrals de l'obra. És una cançó de protesta, més irònica que no pas enfadada, potser, però una protesta tot i això. Des dels cantants, el mot "negre" té un to sarcàstic... des de l'inici, Hammerstein estableix la bretxa entre les races, el privilegi dels blancs davant dels negres, i el menyspreu dels blancs cap als afroamericans a través del llenguatge. És una escena molt eficaç... No són papers caricaturitzats; són sensats encara que no hagin rebut educació, persones capaces de veure i sentir més que alguns del blancs que tenen al voltant.
Les situacions racials a l'obra generen pensaments sobre les dificultats de ser afroamericà al Sud. En els diàlegs, alguns són anomenats "negres" (niggers) pels personatges blancs de la narració. (Contrari al que a vegades es pensa, l'obra no parla de l'esclavitud dels EUA, ja que va ser abolida l'any 1865, i la narració està ambientada des de la dècada de 1880 a finals de 1920.) Al principi, és impactant creure que se'ls permet utilitzar un adjectiu despectiu a l'obra... Però en el context en el qual és utilitzat, és apropiat a causa de l'impacte el fa. Reforça el menyspreu de la paraula "nigger" que hi havia a l'època i fins avui en dia.
Aquesta paraula no ha estat utilitzada en cap de les versions cinematogràfiques del musical. A l'espectacle, el Xèrif es refereix a Steve i Julie dient que tenen "sang de negre" ("nigger blood"). A les versions dels anys 1936 i 1951, es va canviar a "sang negra" ("Negro blood"). Per altra banda, Pete defineix Queenie com a "negra" ("nigger") en la versió teatral, però la descriu com a "colorida" a les pel·lícules de 1936 i 1951.

#### L'anglès afroamericà
Hi ha qui considera que Show Boat és racialment insensible tot apuntant que el diàleg i lletres dels personatges afroamericans (especialment l'estibador Joe i la seva dona Queenie) i els cors utilitzen diverses expressions d'anglès afroamericà col·loquial. Un exemple d'això (en l'idioma original) es mostra en el text següent:
Hey!
Where yo' think you're goin'?
Don't yo' know dis show is startin' soon?
Hey!
Jes' a few seats left yere!
It's light inside an' outside dere's no moon
What fo' you gals dressed up dicty?
Where's yo' all gwine?
Tell dose stingy men o' yourn
To step up here in line!
Tant si aquest llenguatge és una representació fidel de la societat afroamericana o no, el seu ús ha provocat l'ofensa d'alguns crítics, que ho veuen com una manera de perpetuar els estereotips racials. El personatge de Queenie (que canta per sobre dels versos) en la producció original no va ser interpretada per una dona afroamericana, sinó que ho va representar l'actriu italiana Tess Gardella fent de blackface (maquillant-se de negre per interpretar un personatge afroamericà). Aquests intents d'escriptors blancs d'imitar el llenguatge d'aquest col·lectiu de manera estereotípica en cançons com "Ol' Man River" va ser acusat d'ofensiu, un fet que també es repetiria vuit anys després amb la crítica de Porgy and Bess. Tanmateix, aquests crítics algunes vegades han reconegut que les intencions de Hammerstein eren nobles, gràcies a que "'Ol' Man River' era la cançó on ell va trobar la seva primera veu lírica, ajuntant el patiment, resignació, i ràbia d'un col·lectiu en 24 línies amb tensió i fent-lo tan natural que no és cap misteri que la gent reconegui la cançó com un Negro spriritual."

Els crítics de teatre veterans Richard Eyre i Nicholas Wright creuen que Show Boat fou revolucionari, no només perquè era una sortida radical des de la moda anterior de les revues sense cap argument, sinó també perquè era un espectacle escrit per la societat blanca que va retratar la societat afroamericana de manera compassiva més que no pas supremacista:
En comptes d'una línia noies coristes que mostren les seves cames en el número inaugural mentre canten que són felices, el teló s'axieca en un moll negre on les mans aixequen paquets de cotó i canten sobre la duresa de les seves vides. Aquí veiem que fou un musical que va mostrar pobresa, patiment, amargor, prejudicis racials, una relació sexual entre un negre i un blanc, una història d'amor que va acabar malament – i naturalment els negocis de l'espectacle. Amb "Ol' Man River" la societat afroamericana va tenir un himne per honrar la seva misèria que va tenir l'autoritat d'un autèntic spiritual.

### Revisions i cancel·lacions
Des de l'estrena del musical l'any 1927, Show Boat ha estat, per una banda, criticada per les caricatures racistes i per altra banda aplaudida per ser l'obra que va obrir la porta a parlar públicament sobre el racisme als EUA a través de l'art. Algunes produccions (incloent una planejada per al juny de 2002 aConnecticut) ha estat anul·lat a causa d'objeccions. Aquestes anul·lacions han estat criticades pels aficionats al gènere. Després de planejar actuacions l'any 1999 per part d'una empresa d'aficionada de Middlesbrough, Anglaterra, on "l'espectacle implicaria actors blancs fent de 'blackface'" va ser "cancel·lat perquè seria desagradable per a les minories ètniques". El crític per un diari local va declarar que l'anul·lació segurament "duia la correcció política massa lluny. … aquesta classe de censura de la qual hem estat parlant de fet actua contra una societat completament integrada, ja que emfatitza les diferències. Posa una paret al voltant dels diferents col·lectius, dividint la gent creant ghettos metafòrics, i impedeix la comprensió mútua.
A mida que les actituds respecte al racisme han anat canviant, els productors i els directors han modificat algun contingut per fer el musical més "políticament correcte": "Show Boat, més que molts musicals, era subjecte a talls i revisions durant una pila d'anys després de la seva primera representació, que va ser l'encarregada d'alterar el balanç dramàtic de l'obra"

### La reposició de 1993
La reposició de l'any 1993 del productor Hal Prince, a Toronto, fou produïda intencionadament per enfocar l'atenció en disparitats racials; durant la producció,els actors afroamericans estaven constantment endreçant els desordres, movien l'escenografia (encara que, en realitat, ho feia la maquinària hidràulica de l'escenari), i realitzaven altres tasques de manteniment. Després de la festa d'Any Nou, totes les serpentines queien al terra i, immediatament, els actors afroamericans ho escombraven fora l'escenari. Un muntatge al segon acte mostrava el pas del temps utilitzant la porta giratòria de la Palmer House de Chicago, amb titulars de diari que eren mostrats en al públic, i fragments de càmera lenta per ressaltar algun moment concret, acompanyat per fragments breus de Ol' Man River. Els ballarins afroamericans eren vistos actuant un ball concret, i això es canviaria a una escena que mostra els ballarins blancs que fan el mateix ball. Això volia il·lustrar que els intèrprets blancs "es van apropiar" dels estils de música i de ball de la societat afroamericana. En produccions anteriors de Show Boat, fins i tot l'obra original de 1927 i la pel·lícula de 1936 no va anar tan lluny en comentaris socials.
Durant la producció a Toronto, molts líders de comunitat afroamericanes i els seus seguidors, van expressar la seva oposició a l'espectacle, protestant davant del teatre, "cridant insults i mostrat pancartes on s'ho podia llegir SHOW BOAT ESCAMPA MENTIDES I ODI, a més de SHOW BOAT=GENOCIDI CULTURAL. Diversos crítics de teatre de Nova York, tanmateix, van comentar que Prince va ressaltar la desigualtat racial en la seva producció amb la finalitat de mostrar la seva injustícia, així com per mostrar el patiment històric d'aquest col·lectiu. Un crític va anotar quehavia inclòs "una peça absolutament bonica que havia estat tallada des de la producció original i des de la pel·lícula ["Mis'ry's Comin' Round"] ... una melodia encantadora de gòspel cantada pel cor negre. Afegir aquest número generà molt èxit perquè unia la dignitat i el talent pur dels obrers negres i els permet brillar per un moment breu en l'etapa de centre del showboat".

### Anàlisi
Molts comentaristes, tant afroamericans com no, van veure l'espectacle com un comentari antiquat i estereotípic sobre les relacions racials que retratava els afroamericans en una posició negativa o inferior. Douglass K. Daniel de la Universitat de Kansas, comenta que és una "història dèbil racialment" ("racially flawed story"), i l'escriptor afrocanadenc M. NourbeSe Philip comenta:
L'ofensa de Show Boat és encara molt viva avui dia. Comença amb el llibre i les seves imatges negatives i unidimensionals de persones Negres i continua a través de l'omissió immensa i deliberada de l'experiència Afroamericana, incloent el dolor d'unes persones traumatitzades durant quatre segles d'explotació i intents de genocidi. Això sense esmentar l'apropiació de música afroamericana per al benefici del les persones que van oprimir Negres i Africans. Tot això continua ofenent profundament. El ol' man river de racisme continua corrent a través de la història d'aquestes produccions i és una gran part d'aquesta producció (Toronto). És part de l'evident necessitat d'americans i canadencs blancs d'autoconvèncer-se de la nostra inferioritat – que les nostres demandes no representen un repte ni a ells, ni al seu privilegi ni a la seva superioritat.
Els aficionats del musical creuen que les representacions de racisme no haurien de ser considerades com a estereotípiques, sinó com a sàtira de les actituds nacionals típiques que mostren les dues bandes i que estan reforçades per la discriminació. Com comenta John Lahr, crític teatral de The New Yorker:
El fet que Show Boat descrigui el racisme no provoca que ho sigui. La producció és meticulosa en el fet d'honrar la influència de la cultura afroamericana no només en l'àmbit de l'economia del país, sinó també del seu esperit modern a través de la música.
Com comenta Joe Bob Briggs:
Tothom qui intenta entendre obres com Show Boat o Porgy and Bess a través de la visió dels seus autors, acostuma a veure que l'obra "era una declaració en contra del racisme. Aquest era el punt clau de la novel·la d'Edna Ferber. També era el de l'espectacle. Així és com Oscar ho va escriure...Crec que és el més lluny del racisme que es pot aconseguir."
Segons el Rabí Alan Berg, la partitura de Kern Hammerstein és "una expressió enorme de l'ètica de la tolerància i la compassió". Tal com Harold Prince (no Kern, a qui ha estat atribuïda erròniament la cita) comenta en les notes de la seva producció de 1993:
Durant la pre-producció i els assaigs, estava compromès a eliminar qualsevol estereotip inapropiat del material original, diàlegs que podrien semblar de "Uncle Tom" avui en dia... Tanmateix, no volia reescriure la història. El fet que durant els 45 anys que dura el musical hi haguessin linxaments, empresonaments, i treballs forçats dels afroamericans és irrefutable. De fet, els Estats Units encara no poden aixecar el seu cap ben alt en relació al racisme.
El compromís d'Oscar Hammerstein a idealitzar i encoratjar la tolerància teatral comença amb el seu llibret de Show Boat. En obres posteriors moltes musicades per Richard Rodgers, es pot veure com manté aquestes idees Carmen Jones és un intent de presentar una versió moderna de l'òpera clàssica a través de les experiències d'afroamericans durant la guerra, i South Pacific explora els matrimonis interracials i els seus prejudicis. Per acabar, The King and I tracta sobre les idees preconcebudes de diferents cultures, tot criticant cada posició i mostrant la possibilitat de la inclusió cultural a les societats.

Considerant l'autor original, Ann Shapiro comenta que
Edna Ferber era motiu de burla per ser jueva; com a dona jove amb ganes de començar carrera de periodista, el Chicago Tribune no la va contractar pel fet de ser una dona. Malgrat la seva experiència d'antisemitisme i sexisme, va idealitzar Amèrica, creant en les seves novel·les un mite americà on dones fortes i homes oprimits de qualsevol raça prevalen... [Show Boat] creà visions d'harmonia racial... en un món fictici allò va pretendre ser Amèrica però era més il·lusió que realitat. Personatges de la seva novel·la aconsegueixen l'assimilació i l'acceptació que a ella li fou negada durant tota la seva vida.
Tant si l'espectacle és o no racista, molts afirmen que les produccions haurien de fer-se com a una lliçó històrica de les relacions racials dels EUA. Segons el cantant d'òpera afroamericà Phillip Boykin, que va interpretar el paper de Joe a la gira de l'any 2000,
| « | Sigui un espectacle racista o no, genera un gran aplaudiment per part del públic. Estic d'acord en posar-ho en escena i fer que l'audiència pensi sobre el que es mostra. Podem veure d'on venim, de manera que evitem que la història es repeteixi, encara que queda un llarg camí per recórrer. Una gran part de la història desapareixeria si l'obra desaparegués per sempre. Un artista ha de ser fidel a una era. Estic content de fer-la. | » |